# Helsfyr Station
Helsfyr Station (Helsfyr stasjon) er en metrostation på Fellesstrekningen i øst på T-banen i Oslo. Stationen ligger i Helsfyr i Gamle Oslo. Den er et stort trafikknudepunkt, der betjenes af fire T-banelinjer og mange buslinjer.
Mandag-lørdag i dagtimerne fortsætter linje 1 til Bergkrystallen. Resten af driftstiden ender den på Helsfyr.
I efteråret begyndte en modernisering af stationen, der har fået ny udskymning, opgraderede perroner, tydeligere skiltning og LED-lys. Indkomstpartierne bliver også moderniserede. Moderniseringen skal være færdig inden foråret 2019.